# Глобиденс
Глобиденс (Globidens) — род вымерших пресмыкающихся из семейства мозазавров.
Сильные тупые зубы и мощные челюсти доказывают, что они были созданы для раскалывания. Его пищей, вероятно, были животные с крепким панцирем, такие как черепахи и аммониты. Хотя мозазавры как группа обитали в мелководных морях по всему миру, они лучше всего известны по остаткам, найденным в меловых отложениях неглубокого моря, покрывающего значительную часть Северной Америки во времена позднего мела.

## Характеристики

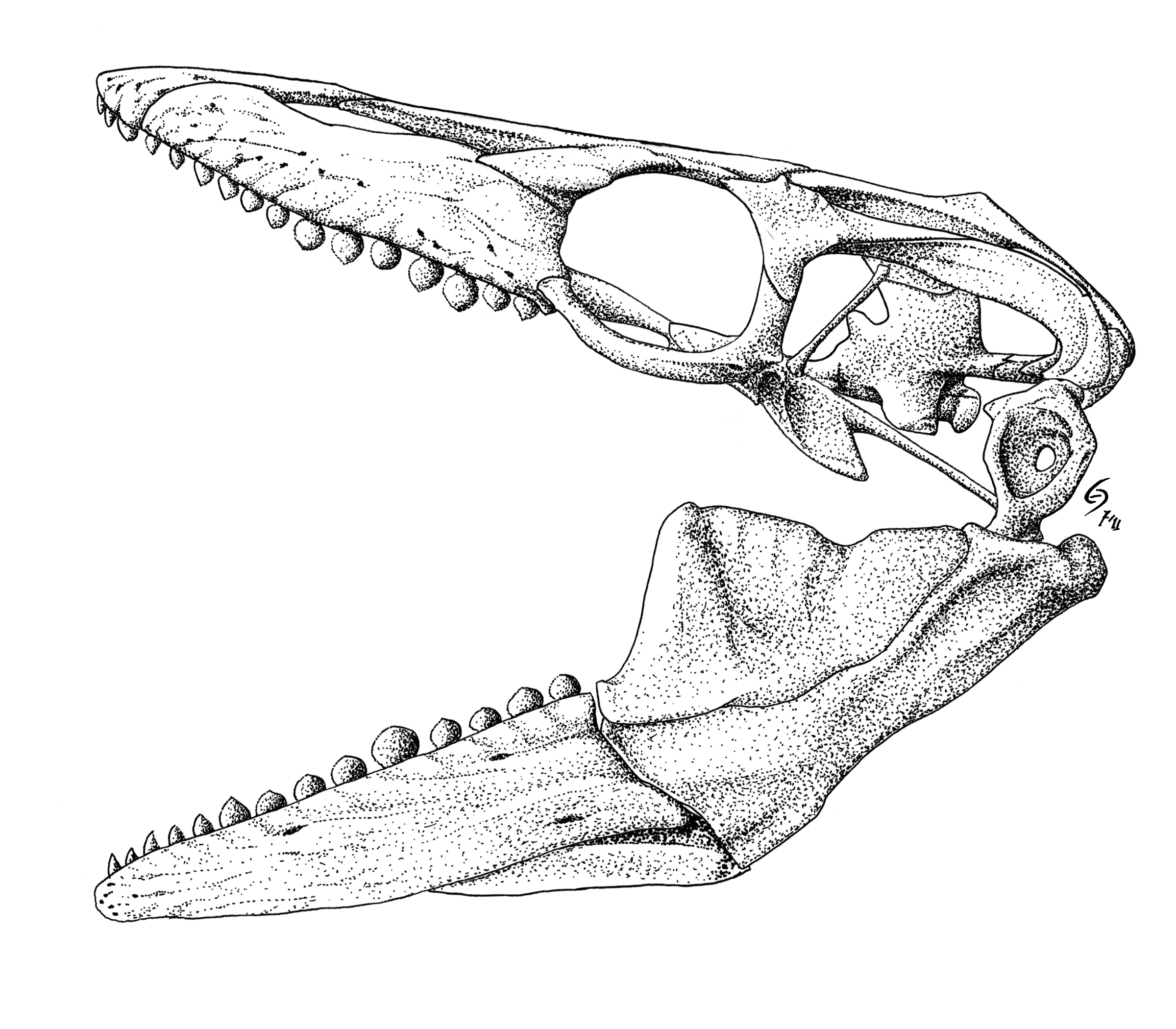
Череп Globidens dakotensis

Данный мозазавр отличается короткой массивной головой. Короткие челюсти вооружены луковицеобразными зубами с узким основанием и закругленной вершиной. Верхняя поверхность зубов покрыта бороздками. Зубы на нёбе, характерные для других мозазавров, отсутствуют. Во всех остальных отношениях череп и позвоночник доказывают, что он был в близком родстве с клидастом. Ласты, как и у других мозазавров, состоят из пяти пальцев с увеличенным количеством суставов, как у примитивных ихтиозавров и плезиозавров.
Зубы, очень похожие на зубы глобиденса, были обнаружены в Африке, В Европе, на Ближнем Востоке и в Южной Америке. Возможно, это был весьма распространенный вид.
Длина 6 м.